# 視覺光轉導
視覺光轉導（visual phototransduction）是視覺系統的光感受器将光能转变为电信号并传至视觉中枢的生物化学过程，属一种感覺轉導。
通過視覺光轉導過程，光在眼睛視網膜的視桿細胞、視錐細胞和內在光敏視網膜神經節細胞中轉換為電信號。喬治·沃爾德（1906–1997）因闡明了這一機制而在1967年獲得了諾貝爾獎。在而該機制也因此而被命名為“沃爾德視覺循環”。

The Visual Cycle. hν = Incident photon

視覺循環是光子在視網膜中經由一系列的生物化學反應而轉化為電信號的過程。該過程通過一種被稱為視蛋白的G蛋白偶聯受體來觸發，該受體包含發色團11-順式視網醛。